# 옥수수밭의 아이들 (2011년 영화)
《옥수수밭의 아이들》(영어: Children of the Corn: Genesis)은 미국에서 제작된 조엘 스와손 감독의 2011년 초자연 슬래셔 영화이다. 옥수수밭의 아이들 영화 시리즈 여덟 번째 작품이다. 켈런 콜먼 등이 출연하였다.

## 줄거리
팀과 앨리는 차가 고장나면서 한 외딴 농가에서 하룻밤을 보내게 된다. 그날 밤 앨리는 별채가 컬트 집단의 교회로 쓰이고 있다는 사실을 알게 되는데... 

## 출연
- 켈런 콜먼 - 앨리 역
- 팀 록 - 팀 역
- 빌리 드라고 - "목사" 역
- 바르바라 네델랴코바 - 옥사나(헬렌), 목사의 우크라니아인 아내 역
- 더스티 버웰 - 어린이 역
- 두에인 휘터커 - 프리칫 역
- J.J. 배니키 - 콜 역